# 아나 이크망
아나 루시아 이크망 코헤아(포르투갈어: Ana Lúcia Hickmann Corrêa, 1981년 3월 1일 ~ )는 브라질의 모델이다.